# The Devil (film, 1908)
Pour les articles homonymes, voir The Devil.
The Devil est un film muet américain réalisé par D. W. Griffith, sorti en 1908.

## Synopsis
Un peintre, heureux dans son mariage, est confronté à la tentation face à son modèle. Le Diable s'en délecte et va faire pire encore en causant la mort de l'artiste et de sa femme.

## Fiche technique
- Titre : The Devil
- Réalisation et scénario : D. W. Griffith
- Société de production et de distribution : American Mutoscope and Biograph Company[2]
- Photographie : G. W. Bitzer
- Pays :  États-Unis
- Format[3] : Noir et blanc - Muet - 1,33:1 - 35 mm[4]
- Longueur de pellicule : 570 pieds (174 mètres[4])
- Durée : 10 minutes (à 16 images par seconde)[3]
- Date de sortie : 2 octobre 1908

## Distribution
Les noms des personnages proviennent de l'Internet Movie Database.
- George Gebhardt : le Diable
- Florence Lawrence : un modèle
- Harry Solter : Harold Thornton
- Jeanie Macpherson
- D. W. Griffith
- Claire McDowell : Mme Thornton[5]
- Arthur V. Johnson : le compagnon de la femme[5]
- Mack Sennett : le serveur[5]

## Autour du film
Les scènes du film ont été tournées le 12 septembre 1908 dans le studio de la Biograph à New York. C'est la seule fois où le duo Griffith-Bitzer utilise l'animation en volume pour un film de la Biograph.

### Source
- Jean-Loup Passek et Patrick Brion, D.W. Griffith : Le Cinéma, Paris, Cinéma/Pluriel - Centre Georges Pompidou, 1982, 216 p. (ISBN 2-86425-035-7)